# Nigéria világörökségi helyszínei
Nigéria területéről eddig két helyszín került fel a világörökségi listára, tizennégy helyszín a javaslati listán várakozik a felvételre. 
| | Sukur kultúrtáj |
| 1999 |                 |
| Kulturális (III)(V)(VI) |                 |
| Védett terület: 764,4 ha, puffer zóna: 1 178 ha, hivatkozás: 938 |                 |
| A Sukur kultúrtáj a Mandara-hegység közelében egy fennsíkon terül el a kameruni határ mellett. A térség gazdaságának alapja a Nigéria más részein is alkalmazott teraszos földművelés. A teraszok a termények előállítása mellett spirituális szerepet is betöltenek az itt lakók életében, a táj fontos elemei a szent fák, a rituális kapuk és az egyéb mágikus erejűnek tartott helyszínek mint például a vasolvasztó kohók és a kúp alakú kutak. A bonyolult közösségen belüli kapcsolatokat tükrözik a dombtetőkön kialakított temetők, valamint a kutak, amelyeket felépítményekkel és kőfalakkal védtek. Sukur híres volt a vasérc feldolgozásról is, ennek kezdetei a 17. századra nyúlnak vissza. A fennsík legmagasabb pontján áll a sukur uralkodó palotája, ami egy kör alakú szertartási épületből, magtárak romjaiból, számos szentélyből és oltárból, valamint teraszokból áll. A 120 x 100 méteres területen elhelyezkedő épületegyüttest kapukkal és fülkékkel tagolt fallal vették körül. Ez a falvak fölé magasodó épületkomplexum a helyi társadalom és kultúra megmaradt emléke. |                 |

| | Osun-Osogbo szent erdő |
| 2005 |                        |
| Kulturális (II)(III)(VI) |                        |
| Védett terület: 75 ha, puffer zóna: 47 ha, hivatkozás: 1118 |                        |
| Az Oshogbo külvárosában található sűrű erdővel borított 75 hektáros körülkerített szent liget Dél-Nigéria utolsó megmaradt őserdőihez tartozik. A ligetet a joruba nép Osun termékenység-istennő lakhelyének tartja. A ligetben kanyargó folyó partján negyven szentélyt és kilenc kiemelt kegyhelyet alakítottak ki, ezeket a hívők szertartási ösvényeken keresztül közelíthetik meg. Oshogbo lakói minden év augusztusában elzarándokolnak erre a helyre. Az erdőben számos Oshun és más isten tiszteletére készített műtárgyat helyeztek el. Korábban Nigéria-szerte sok közösségnek volt saját istentiszteleti célra kialakított szent ligete, ezeket azonban a 20. század közepére vagy megszentségtelenítették, vagy kivágták a fáit, hogy legyen hely az ültetvényeknek. Ez a liget az osztrák Susanne Wenger képzőművész közbenjárásának köszönhetően maradt érintetlen. Az ő hatására egy újfajta vallásos művészet alakult ki a kultuszhelyen, ami ötvözte az afrikai és az európai stílusjegyeket. A liget a joruba identitás egyik szimbóluma, valószínűleg az utolsó ilyen hely a nép történelmében, ezért az éves zarándoklatok odavonzzák más joruba közösségek tagjait is. |                        |

## Elhelyezkedésük
| Sukur Osun-Osogbo |

## Javasolt helyszínek
| Név                                                                              | Kép | Típus      | Kritérium        | Év   | Hiv. |
| -------------------------------------------------------------------------------- | --- | ---------- | ---------------- | ---- | ---- |
| Cross River, Korup és Takamanda nemzeti parkok Kamerun és Nigéria közös jelölése |     | természeti | IX, X            | 2020 |      |
| Csád-tó kultúrtáj Csád, Kamerun, Niger és Nigéria közös jelölése                 |     | Vegyes     | II, III, VII, IX | 2018 |      |
| Oke Idanre                                                                       |     | kulturális | II, III, V       | 2007 |      |
| Arochkwu Long Juju rabszolgaút (barlangtemplom)                                  |     | kulturális | III, VI          | 2007 |      |
| Kano régi városfalai és kapcsolódó helyszínek                                    |     | kulturális | III, V, VI       | 2007 |      |
| Surame kultúrtáj                                                                 |     | vegyes     | I, VII           | 2007 |      |
| Alok Ikom monolitok                                                              |     | kulturális | I, III           | 2007 |      |
| Ogbunike barlangok                                                               |     | vegyes     | VI, VII          | 2007 |      |
| Benin Iya / Sungbo' s Eredo                                                      |     | kulturális | II, III, IV, V   | 1995 |      |
| A régi Oyo                                                                       |     | kulturális | II, V            | 1995 |      |
| Kwiambana és Ningi                                                               |     | kulturális | II, III, IV      | 1995 |      |
| Oban dombság/Korup                                                               |     | természeti | VIII, IX, X      | 1995 |      |
| A Niger-delta mangrovéi                                                          |     | természeti | -                | 1995 |      |
| Gashaki-Gumpti Nemzeti Park                                                      |     | természeti | VII, X           | 1995 |      |